# Lungulești, Argeș
Lungulești este un sat în comuna Uda din județul Argeș, Muntenia, România.